# La Mort de Carlos Gardel
A Morte de Carlos Gardel
La Mort de Carlos Gardel (titre original (pt) A Morte de Carlos Gardel) est un roman de l'écrivain portugais António Lobo Antunes, publié en 1994. Dans ce roman, plusieurs personnages prennent la parole à tour de rôle pendant l'agonie et la mort de Nuno. Ils évoquent leurs souvenirs et leur vie actuelle, donnant chacun un point de vue différents sur les événements qui les ont marqués. Ce roman clôt la trilogie commencée avec Traité des passions de l'âme et L'Ordre naturel des choses dans lesquels il évoque Benfica, le quartier de son enfance. Le roman se découpe en cinq parties correspondant à cinq morceaux du chanteur argentin Carlos Gardel. 

## Résumé
Un jeune homme, Nuno, est en train de mourir à l’hôpital. Son père, sa mère, leur conjoint respectif, ainsi que des proches prennent successivement la parole pour évoquer leurs souvenirs. Nous reconstituons petit à petit la vie de Nuno et de son entourage, des vies faites d'espérances, d'illusions et de frustrations. Chaque récit nous dévoile une partie de la réalité dans toute sa subjectivité. Il y a ceux qui regrettent ce qu'ils n'ont pas réussi à être, ceux qui regrettent les enfants qu'ils n'ont pas réussi à élever.  
Le titre du roman renvoie à la passion du père de Nuno pour le chanteur Carlos Gardel dont il pense retrouver la trace dans les rues de Lisbonne. 

## Thèmes abordés
Dans ce roman, l'auteur aborde les thèmes qui l'obsèdent : l'enfance, la famille, Lisbonne, la mort, la culpabilité.